# René Adam
René Adam est un homme politique français né le 20 février 1883 à Plouégat-Guérand, dans le Finistère, et mort le 7 janvier 1955 à Neauphle-le-Vieux, en Seine-et-Oise. Membre du Parti communiste, il est député de la Seine de 1924 à 1928.

## Biographie
René Adam naît dans le Finistère au sein d'une famille nombreuse de cultivateurs.
Il est employé de la Compagnie du gaz de Paris en 1907 et s'implique activement dans l'action syndicale. Militant du Parti communiste, il est élu député de la Seine en 1924 au scrutin de liste, derrière Paul Vaillant-Couturier, Jacques Doriot et Jean-Marie Clamamus. Il siège à la commission des mines et de la force motrice et à celle du commerce et de l’industrie. Il défend fidèlement les positions de son parti à la Chambre des députés.
Le scrutin de liste ayant été abandonné en 1928, il renonce à se représenter et ne brigue plus de mandat parlementaire.
Il passe sa retraite à Neauphle-le-Vieux où il est élu conseiller municipal en décembre 1936. En 1941 et 1942, il est interné pour motifs politiques au camp d'Aincourt puis à celui de Voves. Il participe à la libération de Neauphle-le-Vieux.